# Ібрагім Шеріф
Ібрагім аль-Шеріф (араб. إبراهيم الشريف); д/н —1705) — 9-й бей Тунісу в 1702—1705 роках.

## Життєпис
Походження достеменно невідомо, можливоналежав до іфрікійських шаріфів. За часів Мурадидів обіймав посади аги яничарів, потім аги сипахів. За правління Мурад-бея III призначається кайї (заступником бея).
Брав участьу кампанії проти Алжиру в 1699—1700 роках. 1701 року відправлений до Стамбулу для збору нового загону яничар. Втім тут отримав від османського дивану наказав стратити Мурад-бея, який все більше не влаштовував султана Мустафу II. 1702 року під час огляду війська застрелив Мурад-бея III з пістолету. За цим наказав стратити усіх представників роду Мурадидів. після цього оголошений беєм і пашою Тунісу. За цим позбавив влади дея Кара-Мустафу, приєднавши цей титул до решти своїх. В результаті туніське действо припинило існування.
Невдовзі проти нього почалися повстання берберів та арабів, що були невдаволенні поваленням Мурадидів. Ібрагім все більше спирався на яничарів. Разом з тим його небажання визнавати зверхність Алжиру спричинило нову війну. Ворожі війська на чолі із деєм Хаджи Мустафою у битві біля міста Кеф завдали поразки Ібрагіму аль-Шеріфу, який потрапив у полон.
Деякий час перебував в Алжирі. В цей час владу в Тунісі захопив ага сипахів Аль-Хусейн. Новий алжирський дей Гусейн Ходжа надав Ібрагіму військо, з яким той рушив на відновлення влади. Проте на підступах до столиці у місті Гар-ель-Мільх був вбитий найманим вбивцею, якого підіслав Аль-Хусейн.